# 3770 Nizami
A 3770 Nizami (ideiglenes jelöléssel 1974 QT1) a Naprendszer kisbolygóövében található aszteroida. Ljudmila Ivanovna Csernih fedezte fel 1974. augusztus 24-én.